# Интересна група
Интересна група или група за притисак је било која релативно трајна група која се служи различитим начинима притиска на појединце или јавно мњење или на центре политичке моћи како би остварила неки свој интерес. 